# 芝樂坊餐館

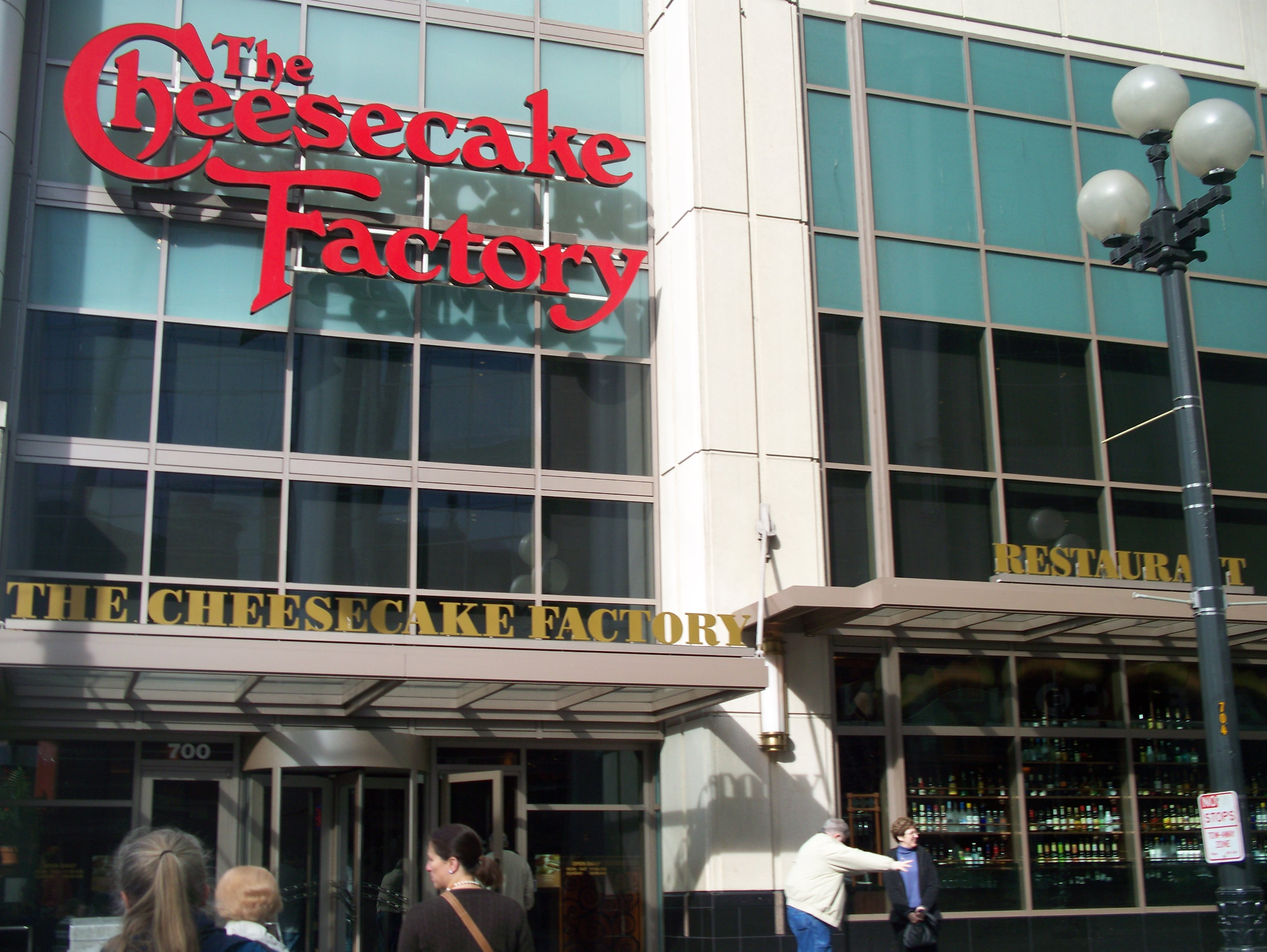
2009年一家在美国西雅圖的芝樂坊餐館正門

芝樂坊餐館（英語：The Cheesecake Factory）是一家位於美國的芝士蛋糕經銷商公司。在中國、香港、澳門和泰國由香港美心食品集團特許經營。